# Château Haller (Sânpaul)
 (mars 2019).
Si vous disposez d'ouvrages ou d'articles de référence ou si vous connaissez des sites web de qualité traitant du thème abordé ici, merci de compléter l'article en donnant les références utiles à sa vérifiabilité et en les liant à la section « Notes et références ».
Le château Haller de Sânpaul (Kerelőszentpál en hongrois) est un château de plaisance transylvanien du XVIIIe siècle actuellement en ruine.

## Histoire
István Haller (1591-1657), főispán de Küküllő et conseiller princier, obtient en 1609 les domaines de Marosugra et de Szentpál. Au XVIIIe siècle, les deux domaines sont séparés entre deux frères : László reçoit le domaine de Ugra et Gábor celui de Szentpál. Ils sont à nouveau réunis entre les mains d'un même propriétaire en 1875, avec le décès du comte Ferenc Haller, dernier de la branche Szentpál, qui lègue le domaine à György Haller. À cette époque Ugra a perdu de son importance et est devenu une résidence secondaire face au château de Szentpál.

Le château actuel, de style baroque et construit à partir de 1760 pour Gábor Haller, succède à deux autres châteaux. Le premier fut construit au XVIe siècle par Ferenc Alárdi et fut détruit après la bataille de Kerelőszentpál en 1575. István Haller fait construire un nouveau château sur les ruines du précédent en 1610, achevé en 1674 par son fils János. Ce second château est à nouveau détruit durant la guerre d'Indépendance de Rákóczi.
Le château est gravement endommagé par les soldats russes en 1945. La famille Haller est contrainte d'utiliser uniquement les pièces du rez-de-chaussée. Les derniers propriétaires avant la nationalisation de mai 1949 par le régime communiste sont le comte István Haller et son épouse, la baronne Marie-Louise Schell Bauschlott, qui habitent le château avec leurs enfants, Geza, Ilona, Katalin et Anna Haller, et le mari de cette dernière, Ferenc Harmath.
Le château sert tour à tour de centre agricole, d'école et plus tard d'entrepôt agricole et tombe dans un état de délabrement avancé. Les ruines actuelles ont été rendues à la famille Haller dans les années 2000.

## Galerie

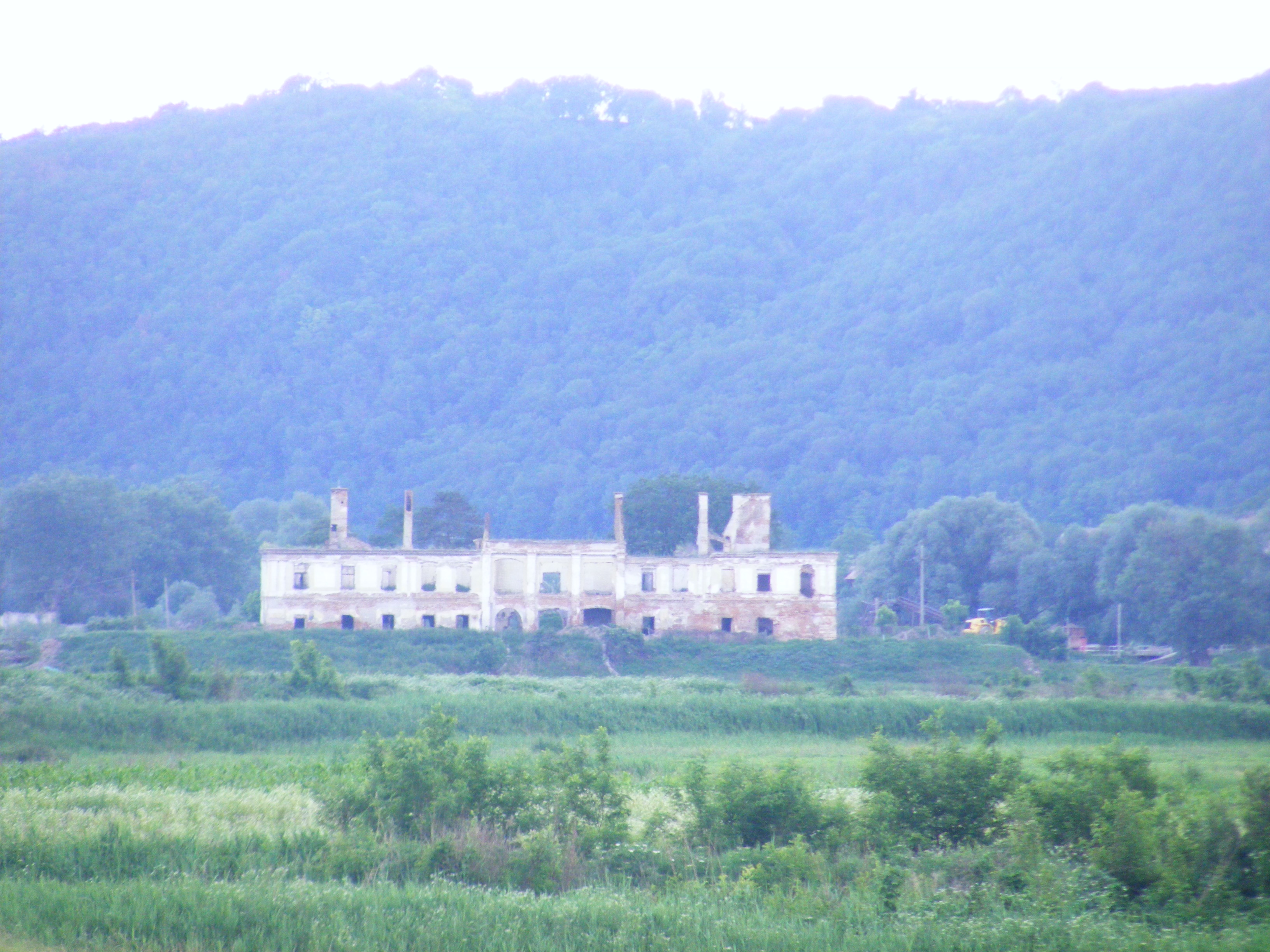